# Castell d'Allendelagua
El castell d'Allendelagua és una antiga fortificació i les seves restes es troben en Allendelagua (municipi de Castro Urdiales, en la comunitat autònoma espanyola de Cantàbria), situat en una lloma rocosa, fora de qualsevol accés rodat, i construït segurament entre el segle xiv i el segle xv.
Es troba en un estat molt avançat de ruïna, quedant només la base dels seus murs, gairebé imperceptibles entre grans roques.
Les llegendes que circulen al voltant de la construcció atribueixen la seva autoria als templers, però els estudis i la seva datació desmenteixen aquesta hipòtesi.

## Protecció
Està protegit per la declaració genèrica del decret de 22 d'abril de 1949 i la llei 16/1985 sobre el Patrimoni Històric Espanyol.